# Georg und Ingrid Küttinger
Georg und Ingrid Küttinger sind ein deutsches Architektenpaar, das 1966 ein Architekturbüro in München gegründet hat.

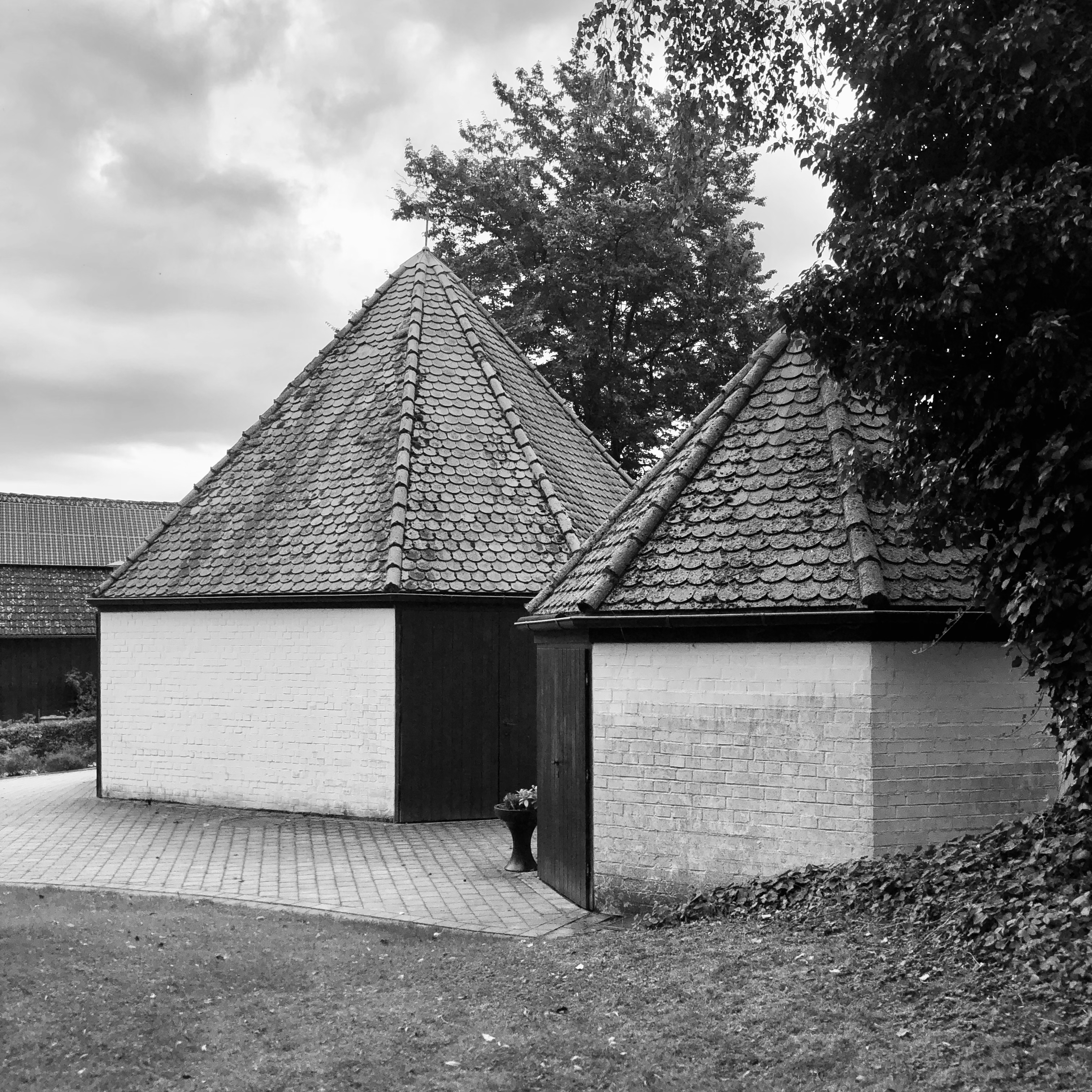
Leichenhaus, Thalmässing

## Partner
Georg Küttinger (* 1. Januar 1931 in Thalmässing) studierte von 1952 bis 1955 an der Bau- und Ingenieurschule Augsburg und anschließend bis 1959 Architektur an der TH München. Nach dem Diplom arbeitete er bis 1963 bei Gerhard Weber und gründete im selben Jahr ein Architekturbüro. Küttinger lehrte als wissenschaftlicher Assistent bei Gerhard Weber an der TH München (1963–1969) und als Professor an der TH München (1976–1993). Er ist Mitglied im Bund Deutscher Architekten.
Ingrid Küttinger (* 11. September 1940 in Lindau) studierte von 1960 bis 1966 Architektur an der TH München und an der TH Karlsruhe. Sie ist Mitglied im Bund Deutscher Architekten.
Georg und Ingrid haben einen gemeinsamen Sohn, Georg Küttinger (* 1972). Er ist Architekt und Foto-Künstler.

## Bauwerke
- 1964: Leichenhaus, Thalmässing
- 1967: Apostelkirche Greding

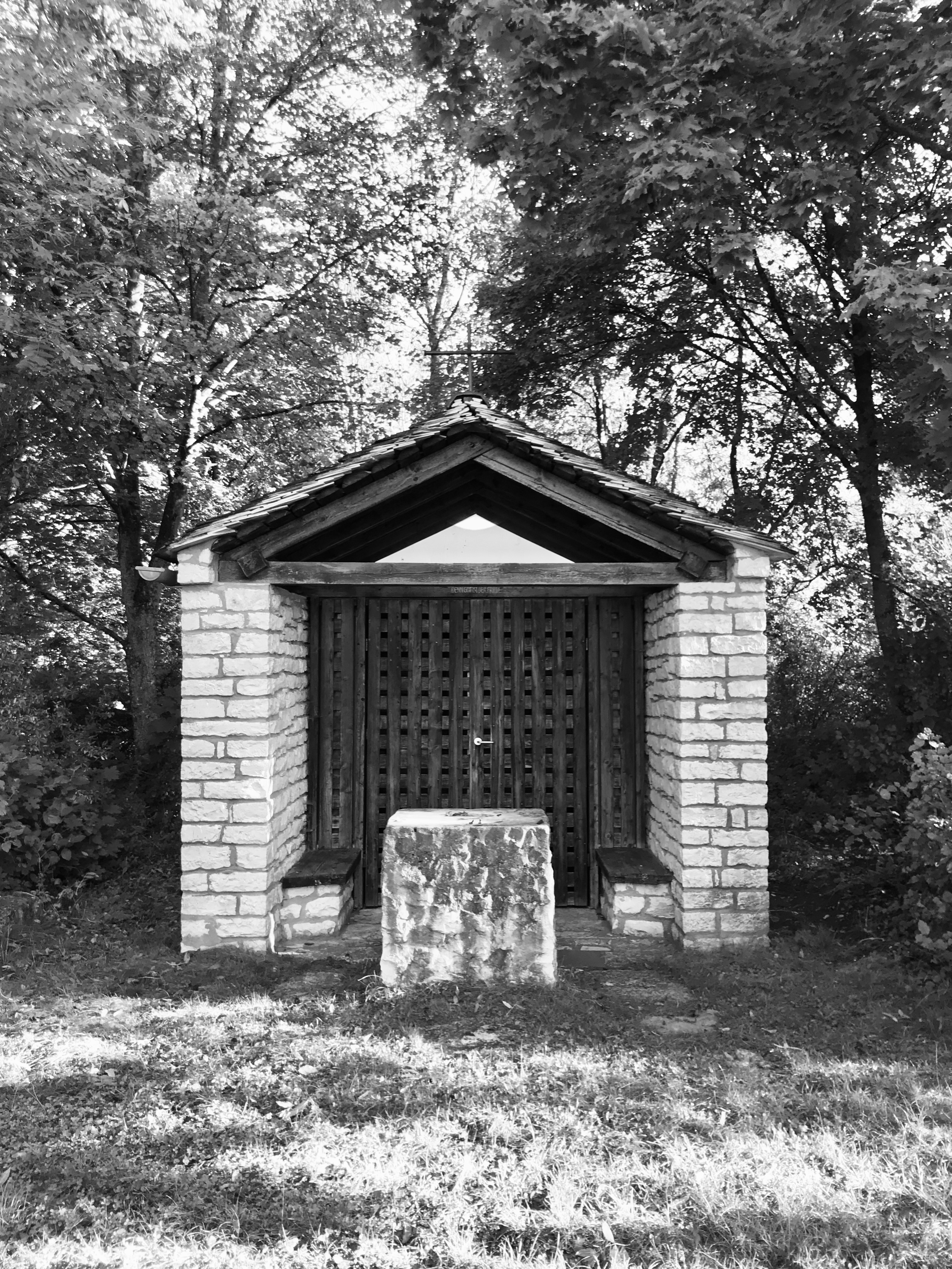
Bruder Klaus Kapelle, Eichstätt

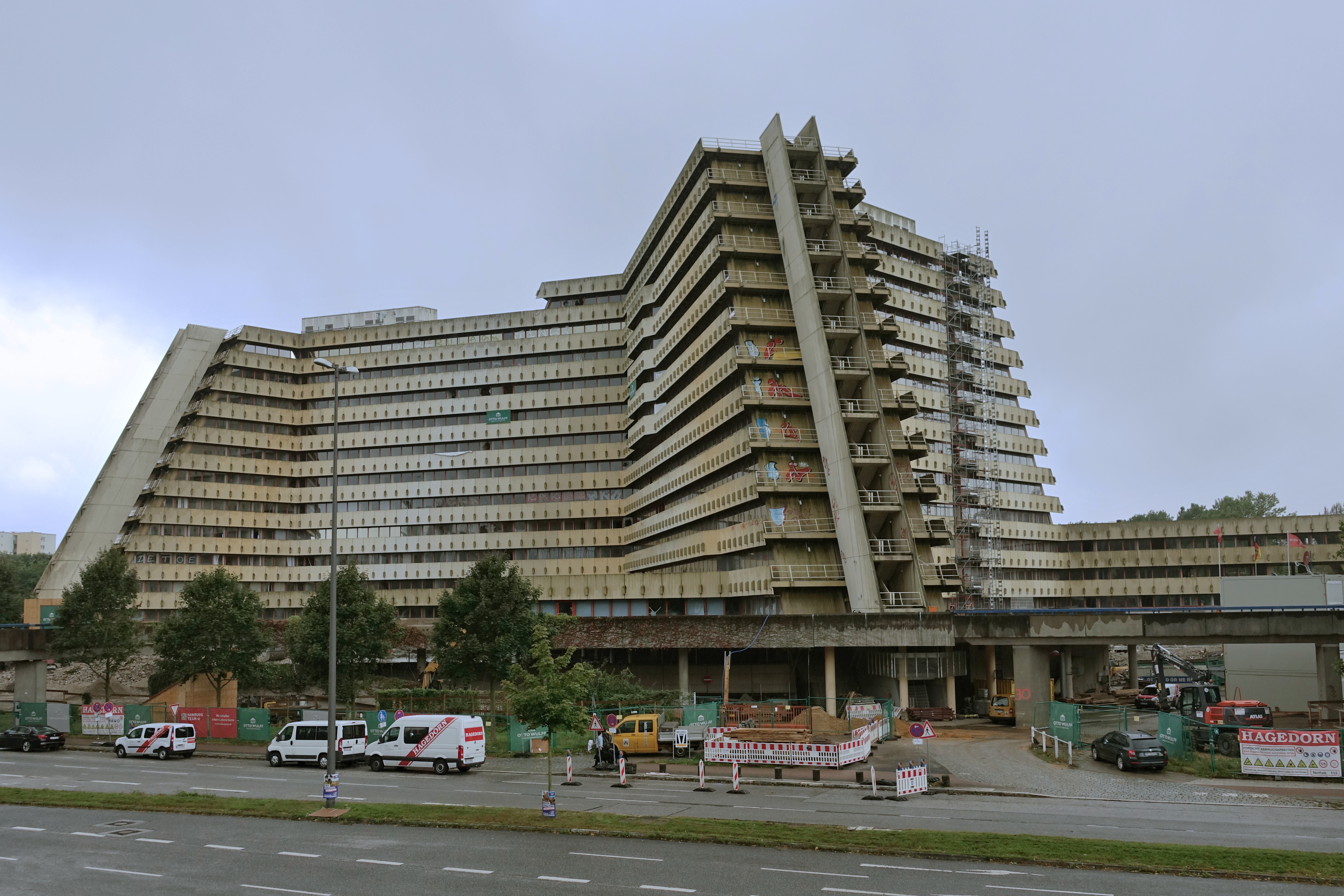
Oberpostdirektion, Hamburg (abgerissen)

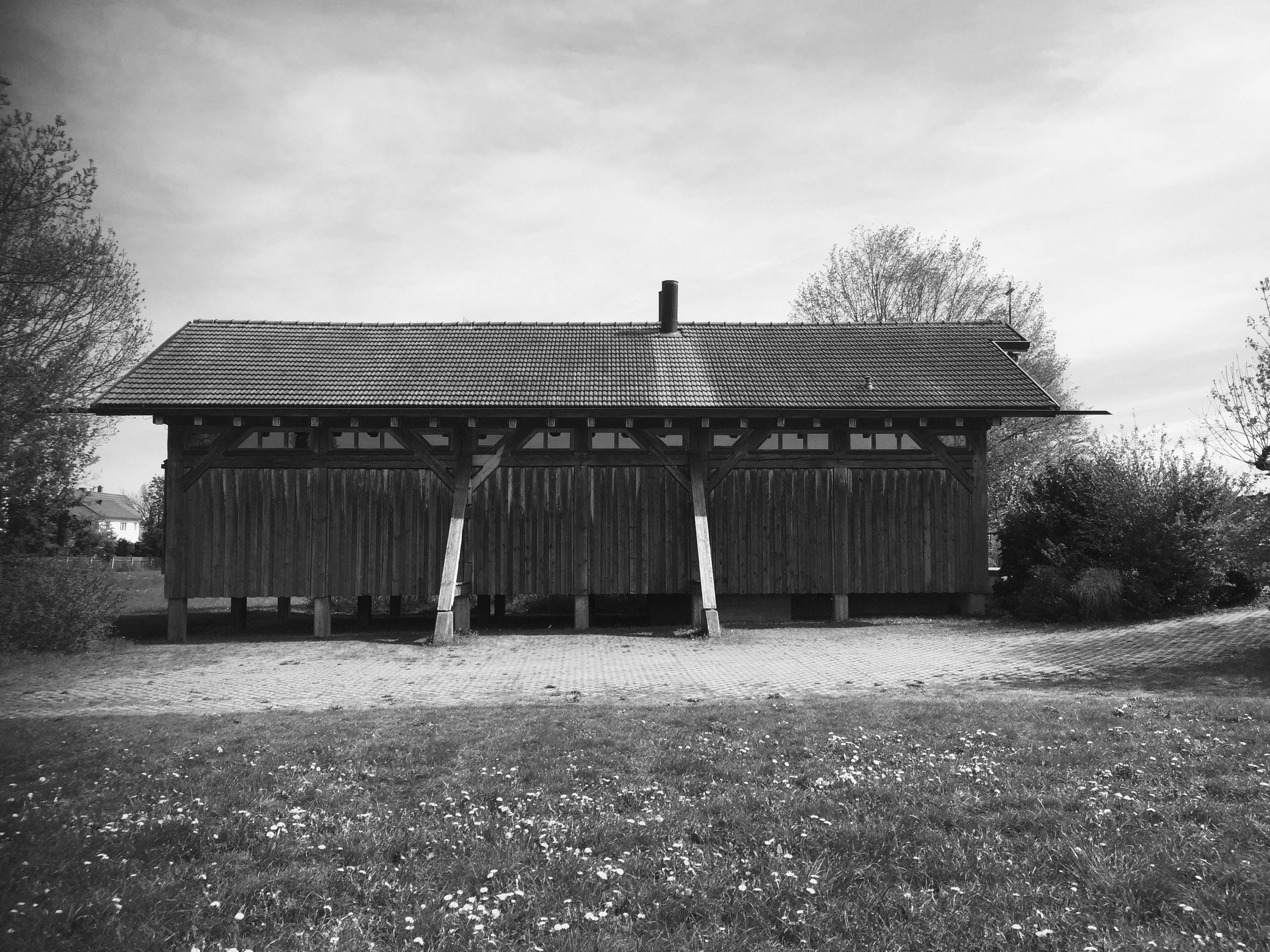
Jakobuskirche, Wettstetten

- 1976: Reithalle, Riem mit Ingenieur Julius Natterer
- 1976: Gemeindezentrum, Unterhaching mit Axel Grünig
- 1974–1977: Oberpostdirektion, Hamburg mit Gerhard Weber (2017 abgerissen, stand unter Denkmalschutz)
- 1977: Haus Küttinger, München
- 1977: Grund- und Mittelschule, Thalmässing
- 1978: Windfang der Erlöserkirche Eichstätt
- 1979: Bruder Klaus Kapelle, Eichstätt mit TU München
- 1979: Gemeindezentrum, Gößweinstein
- 1979–1981: Jakobuskirche, Wettstetten[2]
- 1980–1981: Erweiterung Gemeindezentrum, Gunzenhausen
- 1981: Gemeindezentrum, Maisach
- 1986: Gemeindehaus St. Andreas, Weißenburg
- 1986: Schöpfungskirche, Bischofswiesen
- 1988: Anbau und Umbau Ehemalige Klosterschule, Eichstätt
- 1989: Neugestaltung der Lutherkirche, München
- 1992: Lehr- und Versuchshalle, Grub

## Auszeichnungen und Preise
- 1977: Anerkennung – BDA Preis Bayern für Gemeindezentrum, Unterhaching
- 1979: Architekturpreis Beton für Haus Küttinger, München
- 1980: Holzbaupreis Bayern für Gemeindezentrum, Gößweinstein
- 1981: Anerkennung – BDA Preis Bayern für Gemeindezentrum, Maisach
- 1982: Anerkennung – Deutscher Holzbaupreis für die Jakobuskirche, Wettstetten
- 1996: Denkmalschutzmedaille
- 1996: Staatspreis, Bayerisches Staatsministerium für Landwirtschaft und Forsten[3]

## Ehemalige Mitarbeiter
- Franz Xaver Kolb